# Pachetra brunnea
Pachetra brunnea là một loài bướm đêm trong họ Noctuidae.